# Isdigerdes II
Isdigerdes II (grec: Ισδιγέρδης) o Yazdegerd II (persa: یزدگرد سوم; etimològicament, en persa, Izdegerdes o "fet per Déu") va ser rei de Pèrsia del 438 al 457.
Va heretar l'imperi Sassànida a la mort del seu pare Bahram V, i tot just en començar el seu regnat va atacar l'Imperi Romà d'Orient aliant-se amb un conglomerat de diverses nacions, incloent-hi els seus aliats indis, per acabar amb l'amenaça romana (els romans havien estat construint fortificacions a les proximitats del territori persa a Carrhae). Els romans no s'esperaven l'atac, i tan sols unes importats inundacions van evitar que els perses penetressin
endins del territori romà. L'emperador romà d'Orient, Teodosi, va enviar el seu comandant personal al campament d'Isdigerdes II per negociar la pau.
El 441 va acabar pactant-se que cap dels dos imperis construirien més fortificacions en els territoris fronterers. Tot i que Isdigerdes II negociava des d'una posició de força, no va plantejar més exigències als romans, ja que havia de fer front a les incursions dels kidarites a Pàrtia. Va reunir el seu exèrcit a Neishabur el 443 i va iniciar una campanya prolongada contra els kidarites. Després de nombroses batalles va derrotar-los i els va expulsar més enllà del Riu Oxus el 450.
Durant la seva campanya oriental, Isdigerdes II va malfiar-se dels cristians a l'exèrcit i la noblesa i en va expulsar molts. Posteriorment va iniciar una persecució dels cristians i, en menor mesura, dels jueus. Va instigar una política pro-zoroastriana, i va esclafar una revolta dels cristians armenis en la batalla de Vartanantz el 451. Tot i la victòria persa, el rei ja no tenia forces per imposar el decret degut a les baixes i va consentir en declarar la llibertat religiosa, i Vardanes II Mamiconi és considerat un heroi nacional per als armenis.
En els seus últims anys, va tornar a lluitar contra els kidarites fins a la seva mort el 457. Deixant de banda les seves estrictes polítiques religioses i la persecució de minories, era vist com un monarca just i moderat.